# WTP
WTP (англ. Wireless transaction protocol, «операционный протокол беспроводного доступа») — стандарт, используемый в беспроводной связи (в частности, в Wi-Fi и в мобильной телефонии), входит в модель OSI для беспроводных соединений.